# Qeshlāq-e Bājīk
Qeshlāq-e Bājīk (persiska: قِشلاقِ طَرزيلو, قشلاق باجیک, Qeshlāq-e Ţarzīlū, قِشلاقِ تَرَزلو) är en ort i Iran.   Den ligger i provinsen Västazarbaijan, i den nordvästra delen av landet, 600 km väster om huvudstaden Teheran. Qeshlāq-e Bājīk ligger 1 632 meter över havet och antalet invånare är 353.
Terrängen runt Qeshlāq-e Bājīk är kuperad. Runt Qeshlāq-e Bājīk är det ganska tätbefolkat, med 185 invånare per kvadratkilometer. Närmaste större samhälle är Urmia, 10,6 km öster om Qeshlāq-e Bājīk. Trakten runt Qeshlāq-e Bājīk består i huvudsak av gräsmarker.